# V809 Cassiopeiae
V809 Cassiopeiae (V809 Cas / HD 219978 / HIP 115141) es una estrella variable en la constelación de Casiopea. De magnitud aparente media +6,74, visualmente se localiza a 46 minutos de arco de 4 Cassiopeiae, cerca del límite con Cefeo. De acuerdo a la paralaje determinada por el satélite Hipparcos (1,66 ± 0,40 milisegundos de arco), se halla a 1960 años luz del sistema solar, pero el margen de error en la medida es muy elevado; por otra parte, su pertenencia a la asociación estelar Cepheus OB3 la sitúa a una mayor distancia (2840 años luz).
V809 Cassiopeiae es una supergigante roja de tipo espectral M1I, anteriormente catalogada como K5Ib, con una temperatura efectiva de 3750 K.
Mucho más grande que el Sol, tiene un radio 410 veces más grande que el radio solar, lo que equivale a 1,91 UA. Si estuviese en el centro del Sistema Solar, su superficie se extendería más allá de la órbita de Marte.
Pese a sus grandes dimensiones, queda lejos en cuanto a tamaño de otras supergigantes como VV Cephei, KY Cygni o Betelgeuse (α Orionis).
Su contenido metálico es inferior al solar ([Fe/H] = -0,15), con una abundancia relativa de hierro equivalente al 71% del existente en el Sol.
Catalogada como variable irregular, el brillo de V809 Cassiopeiae varía entre magnitud +6,58 y +6,71.